# Izba Narodów Federacji Bośni i Hercegowiny
Izba Narodów Parlamentu Federacji Bośni i Hercegowiny (bośn. i chorw. Dom naroda Parlamenta Federacije Bosne i Hercegovine, serb. Дом народа Парламента Федерације Босне и Херцеговине, Dom naroda Parlamenta Federacije Bosne i Hercegovine) – jedna z dwóch izb Parlamentu Federacji Bośni i Hercegowiny, obok Izby Reprezentantów.
Izba została utworzona w 1994 roku na skutek porozumienia waszyngtońskiego.
Izba Narodów liczy 58 członków mianowanych na 4-letnią kadencję przez władze kantonalne, z zachowaniem proporcji, zgodnie z którą w Izbie zasiada po 17 reprezentantów głównych grup etnicznych (Boszniacy, Chorwaci, Serbowie) oraz 7 przedstawicieli mniejszości. Każdy z kantonów powinien być reprezentowany przynajmniej przez jednego Boszniaka, Chorwata i Serba.
Członkowie izby tworzą trzy 17-osobowe kluby poselskie:
- Klub przedstawicieli narodu boszniackiego (Klub delegata bošnjačkog naroda),
- Klub przedstawicieli narodu chorwackiego (Klub delegata hrvatskog naroda),
- Klub przedstawicieli narodu serbskiego (Klub delegata srpskog naroda);

i wybierają po jednym przewodniczącym i zastępcy przewodniczącego klubu.
Członkowie izby wybierają spośród siebie za pomocą większości zwykłej po jednym z przedstawicieli trzech głównych grup etnicznych, którzy to obejmują stanowisko przewodniczącego i wiceprzewodniczącego izby. Wraz z przewodniczącymi klubów poselskich wchodzą oni w skład Kolegium (Kolegij Doma naroda). 